# Modulação por deslocamento de fase

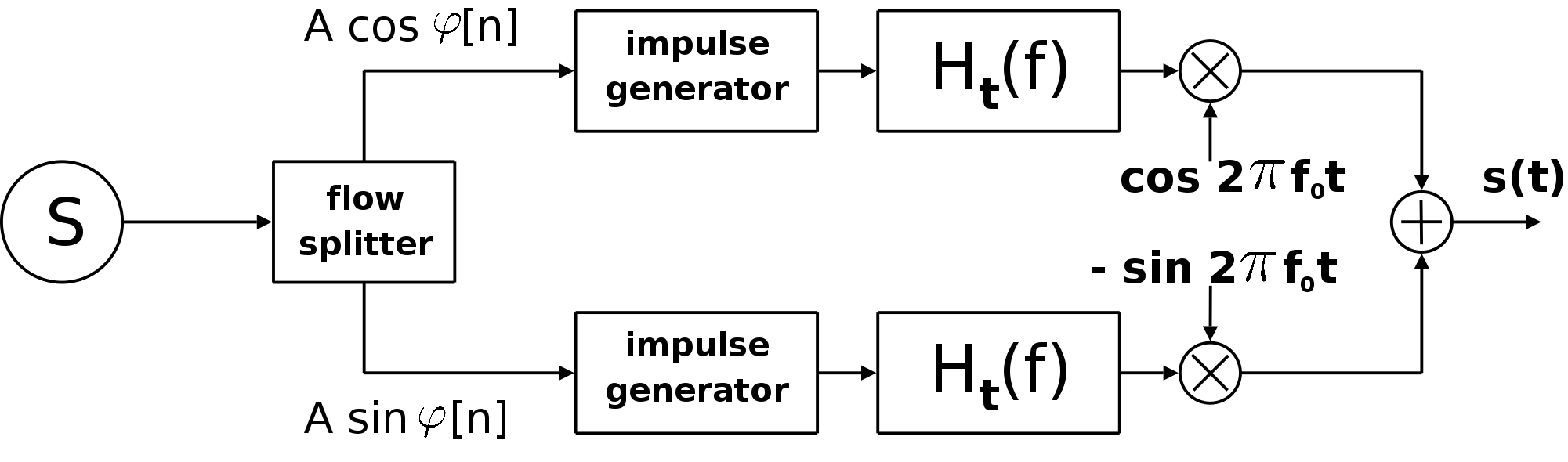
Modulação por deslocamento de fase.

A modulação por deslocamento de fase (ou PSK do inglês Phase Shift Keying) é um esquema de modulação digital onde a fase da portadora é variada de modo a representar os níveis 0 e 1, sendo que, durante a cada intervalo de bit, esta permanece constante. A amplitude e a frequência permanecem sempre inalteradas.
Exemplo: uma fase 0 graus representa o binário 0, enquanto uma fase 180 graus representa 1. Isto representa o método 2-PSK, porque temos duas representações de fases diferentes
A modulação PSK não é susceptível a degradações por ruídos que tanto afetam a técnica ASK ou tem as exigências de banda da técnica FSK.
Neste tipo de modulação, a característica da onda portadora que vai variar é a fase, deixando a amplitude e a freqüência constantes. Esta modulação também é conhecida como BPSK (Binary Phase Shift Keying).
Da mesma forma que na modulação ASK, a primeira coisa a ser feita é o estabelecimento de um padrão entre transmissor e receptor, para que a comunicação possa ser efetuada e haja entendimento entre eles.